# Fania Records
Fania Records ist ein US-amerikanisches Plattenlabel aus New York, das sich auf lateinamerikanische Musik spezialisiert hat.

## Entwicklung
Fania Records wurde im Jahr 1964 von dem Flötisten und Bandleader Johnny Pacheco und dem US-amerikanischen Anwalt italienischer Abstammung Jerry Masucci gegründet.
Der Name kommt von einem von Reinaldo Bolaños komponierten Son montuno. Am Anfang diente die Plattenfirma lediglich dazu, Johnny Pachecos Werke, aufgenommen mit seinem Orchester, zu vertreiben. Im Jahr 1968 bildeten die Künstler, die bei Fania unter Vertrag standen, die Band Fania All-Stars.
Fania dokumentierte einige Konzerte der Fania All-Stars auf Film, wodurch sie – wie das Woodstock-Festival – auch als Kinofilme und Videos vermarktet werden konnten (Our Latin Thing, aufgenommen 1971 im Cheetah Club, New York, und Live in Africa, 1972 im Umfeld des Rumble in the Jungle in Kinshasa).
Die besten und wichtigsten Musiker der lateinamerikanischen Welt haben im Laufe der Jahre bei „Fania All Stars“ mitgewirkt, wie z. B. Mongo Santamaría, Cheo Feliciano, Celia Cruz, Johnny Pacheco, Ray Barretto, Adalberto Santiago, Héctor Lavoe, Ismael Rivera, Jose Mangual Jr., Larry Harlow, Roberto Roena, Justo Betancourt, Oscar D’León und Willie Colón.
Ab den 1990er Jahren war das Label weitgehend inaktiv. 2006 kaufte V2 Records über sein Sublabel Emusica Fania auf, dabei tauchte ein Großteil der verloren geglaubten alten Masterbänder auf. Es wurden zahlreiche remasterte Wiederveröffentlichungen angekündigt.

## Tätigkeit
Mit Produktion von Schallplatten, Filmen und Organisieren von Konzerten wurde Fania Records zu der wichtigsten Institution für lateinamerikanische Musik und trug nachhaltig dazu bei, den musikalischen Begriff Salsa zu etablieren. Auf Fania und einigen im Lauf der Zeit aufgekauften Labels (u. a. Cotique, Tico, Vaya, Alegre, Inca) erschienen etwa 2000 Veröffentlichungen. Fania agierte auch als Konzertagentur und organisierte die Tourneen der eigenen Künstler durch die Welt.

## Diskografische Hinweise
- It's a Good, Good Feeling: The Latin Soul of Fania Records (4 CDs + 7" single, Craft Latino, 2021)